# Haritalodes barbuti
Haritalodes barbuti is een vlinder uit de familie van de grasmotten (Crambidae). De wetenschappelijke naam van deze soort is voor het eerst gepubliceerd in 2005 door Patrice Leraut. Hij beschreef deze soort aan de hand van een exemplaar dat door Pierre Viette op 18 februari 1952 is gevonden in het Ankaratra-massief op 1850 meter boven zeeniveau.
De soort komt voor in Madagaskar.